# Bürgerschaftswahl in Hamburg 1974
- SPD: 56
- FDP: 13
- CDU: 51

- Regierung: 69
- Opposition: 51

Am 3. März 1974 fand die 8. Wahl zur Hamburgischen Bürgerschaft statt. Die SPD verlor erstmals seit 1957 ihre absolute Mehrheit der Sitze. Sie setzte die bisherige sozialliberale Koalition mit der FDP fort.

## Ergebnis
| Partei | Stimmen | Prozent | Sitze |
| ------ | ------- | ------- | ----- |
| SPD    | 469.656 | 45,0    | 56    |
| CDU    | 423.912 | 40,6    | 51    |
| FDP    | 113.930 | 10,9    | 13    |
| DKP    | 23.185  | 2,2     | −     |
| NPD    | 7.992   | 0,8     | −     |
| KPD/ML | 3.001   | 0,3     | −     |
| DP     | 877     | 0,1     | −     |
| EFP    | 866     | 0,1     | −     |
| FSU    | 810     | 0,1     | −     |
| AUD    | 521     | 0,1     | −     |